# Спіраль Рауріму

Спіраль Рауріму, вигляд згори

Спіраль Рауріму — одноколійна залізнична спіраль з двома тунелями, трьома поворотами на 180 градусів і одним повним колом. І все це тільки на 7 кілометрах залізниці, долаючи різницю у висоті в 139 м, в центральній частині Північного острова, Нова Зеландія, Головна залізнична магістраль Північного острова. Institute of Professional Engineers (NZ) визнав спіраль як важливу пам'ятку інженерної спадщини
Електрифікована, капська колія.
У 1898-му році при будівництві залізниці через Північний острів Нової Зеландії з Веллінгтону в Окленд виникла наступна проблема: як подолати круті схили, що розділяють вулканічне плато і долину річки Вангануї Вимагалося на дуже невеликій відстані подолати різницю у висоті приблизно в 140 метрів. Єдиним варіантом спочатку бачилося будувати об'їзд в 20 км і додатково до нього ще 9 віадуків.
Інженер Роберт Холмс запропонував закрутити залізницю в спіраль з двома тунелями, трьома поворотами на 180 градусів і одним повним колом.
Легенда свідчить, що одному машиністу якось довелося екстрено гальмувати, коли він у темряві побачив прямо перед собою хвостові вогні свого власного потягу, що йде по спіралі, прийнявши їх за вогні іншого поїзда.

## Ресурси Інтернету
- NZ Engineering Heritage North Island Main Trunk line page
- Raurimu Spiral (NZR Publicity pamphlet) [Архівовано 2 квітня 2015 у Wayback Machine.]
- The New Zealand Railways Magazine, Volume 11, Issue 6 (September 1, 1936) digitised at NZETC [Архівовано 12 жовтня 2011 у Wayback Machine.]

39°7.4′ пд. ш. 175°23.8′ сх. д. / 39.1233° пд. ш. 175.3967° сх. д.